# Focillodes subapicata
Focillodes subapicata är en fjärilsart som beskrevs av W. Warren 1903. Focillodes subapicata ingår i släktet Focillodes och familjen nattflyn. Inga underarter finns listade i Catalogue of Life.